# 1849年8月18日日食
1849年8月18日日食为一次在协调世界时1849年8月18日出現的日全食。該次日食食分為1.0349，食甚維持3分7秒。

## 概述
這次日食的食分是1.0349，全食維持3分7秒。

## 基本參數
- 類型：日全食
- 食甚資料：
  - 日期：1849年8月18日
  - 時間：5時40分49秒
  - 地點：33S 84E
  - 食分：1.0349
  - 日全食持續時間：3分7秒

## 外部連結
- NASA日食專頁（页面存档备份，存于）（英文）